# Bürgermeisterei Virneburg
Die Bürgermeisterei Virneburg war eine von zunächst fünf, später sechs  preußischen Bürgermeistereien, in welche sich der 1816 gebildete Kreis Adenau im Regierungsbezirk Koblenz (damals „Regierungsbezirk Coblenz“) verwaltungsmäßig gliederte. Von 1822 an gehörte der Regierungsbezirk Koblenz, damit auch die Bürgermeisterei Virneburg, zu der in dem Jahr neu gebildeten Rheinprovinz. Der Verwaltung der Bürgermeisterei unterstanden 17 Gemeinden.
1927 wurde die Bürgermeisterei Virneburg in Amt Virneburg umbenannt. Nach der Auflösung des Kreises Adenau im Jahre 1932 kam das Amt Virneburg zum Kreis Mayen. 1934 wurde auch das Amt Virneburg aufgelöst. Neun Gemeinden kamen zum Amt Mayen-Land, sieben Gemeinden zum Amt Kelberg.

## Gemeinden und zugehörige Ortschaften
Zur Bürgermeisterei Virneburg gehörten folgende Gemeinden (Stand 1885):
- Acht
- Arbach mit dem Wohnplatz Franzenmühle
- Arft mit dem Weiler Netterhof
- Baar mit den Ortschaften Büchel, Engeln, Freilingen, Mittelbaar, Niederbaar, Nitzer Mühle, Oberbaar, Wanderath (Niederbaar 1861 als eigenständige Gemeinde genannt)
- Bereborn
- Herresbach mit Bierschbachermühle, Döttingen, Eschbach (Döttingen 1861 als eigenständige Gemeinde genannt)
- Jammelshofen, 1970 nach Kaltenborn eingemeindet
- Kolverath (1861 Colverath)
- Langenfeld mit der St. Jost-Mühle
- Langscheid
- Lierstall, 1966 in Lirstal umbenannt
- Mannebach
- Oberelz mit den Wohnplätzen Alte Mühle und Neumühle
- Retterath mit dem Weiler Salcherath
- Siebenbach
- Virneburg
- Welschenbach, bestehend aus Nieder- und Oberwelschenbach

## Geschichte
Der überwiegende Teil der Gemeinden im Bürgermeistereibezirk Virneburg gehörten bis zum Ende des 18. Jahrhunderts zur Grafschaft Virneburg. Im Jahr 1794 hatten französische Revolutionsheere das linke Rheinufer besetzt. Unter der französischen Verwaltung gehörte das Gebiet zum Arrondissement Bonn (Kanton Virneburg), das dem Rhein-Mosel-Departement zugeordnet war.

### Bürgermeisterei Virneburg
Aufgrund der Beschlüsse auf dem Wiener Kongress wurde 1815 das Rheinland dem Königreich Preußen zugeordnet. Unter der preußischen Verwaltung wurden im Jahr 1816 Regierungsbezirke, Kreise und Bürgermeistereien sowie zugehörige Gemeinden gebildet. Die Bürgermeisterei Virneburg gehörte zum Kreis Adenau im Regierungsbezirk Coblenz und von 1822 an zur damals neu gebildeten Rheinprovinz. Der Gebietsstand und die Gemeindezuordnung blieb in den folgenden 110 Jahren unverändert.

### Amt Virneburg
So wie alle Bürgermeistereien in der Rheinprovinz wurde die Bürgermeisterei Virneburg 1927 in „Amt Virneburg“ umbenannt.
Aufgrund der „Verordnung über die Neugliederung der Landkreise“ vom 1. August 1932 wurde der Kreis Adenau zum 30. September 1932 aufgelöst. Das Amt Virneburg wurde dem Kreis Mayen zugeordnet.
Zum 21. März 1934 wurde das Amt Virneburg aufgelöst. Neun Gemeinden kamen zum Amt Mayen-Land, sieben Gemeinden zum Amt Kelberg. Aus dem Amt Mayen-Land entstand zum 1. Oktober 1968 die Verbandsgemeinde Mayen-Land, die zum 1. Januar 2002 in Verbandsgemeinde Vordereifel umbenannt wurde.

### Zugehörigkeiten
Die nachfolgende Tabelle ermöglicht einen Überblick über die vorherigen Zugehörigkeiten der Gemeinden der Bürgermeisterei Virneburg sowie zu den heutigen Verbandsgemeinden:
| Gemeinde                  | Territorium vor 1792 | Kirchspiel um 1800 | heute VG    |
| Acht                      | Kurtrier, Amt Mayen  | Langenfeld         | Vordereifel |
| Arbach                    | Grafschaft Virneburg | Retterath          | Kelberg     |
| Arft                      | Kurtrier, Amt Mayen  | Langenfeld         | Vordereifel |
| Baar                      | Grafschaft Virneburg | Wanderath          | Vordereifel |
| Bereborn                  | Grafschaft Virneburg | Retterath          | Kelberg     |
| Herresbach                | Grafschaft Virneburg | Wanderath          | Vordereifel |
| Jammelshofen (Kaltenborn) | Herrschaft Olbrück   | Kaltenborn         | Adenau      |
| Kolverath                 | Grafschaft Virneburg | Retterath          | Kelberg     |
| Langenfeld                | Grafschaft Virneburg | Langenfeld         | Vordereifel |
| Langscheid                | Kurtrier, Amt Mayen  | Langenfeld         | Vordereifel |
| Lierstall (Lirstal)       | Grafschaft Virneburg | Retterath          | Kelberg     |
| Mannebach                 | Grafschaft Virneburg | Retterath          | Kelberg     |
| Oberelz                   | Grafschaft Virneburg | Retterath          | Kelberg     |
| Retterath                 | Grafschaft Virneburg | Retterath          | Kelberg     |
| Siebenbach                | Herrschaft Olbrück   | Wanderath          | Vordereifel |
| Virneburg                 | Grafschaft Virneburg | Wanderath          | Vordereifel |
| Welschenbach              | Kurtrier, Amt Mayen  | Langenfeld         | Vordereifel |

## Statistiken
Nach der „Topographisch-Statistischen Beschreibung der Königlich Preußischen Rheinprovinz“ aus dem Jahr 1830 gehörten zur Bürgermeisterei Virneburg der Flecken Virneburg, zehn Dörfer, 13 Weiler, fünf einzeln stehende Höfe und zwei Mühlen. Im Jahr 1817 wurden insgesamt 2.850 Einwohner gezählt; 1828 waren es 3.310 Einwohner, darunter 1.586 männliche und 1.724 weibliche; 3.303 der Einwohner gehörten dem katholischen und 7 dem evangelischen Glauben an.
Weitere Details entstammen dem „Gemeindelexikon für das Königreich Preußen“ aus dem Jahr 1888, das auf den Ergebnissen der Volkszählung vom 1. Dezember 1885 basiert. Im Verwaltungsgebiet der Bürgermeisterei Virneburg lebten insgesamt 3.287 Einwohner in 710 Häusern und 712 Haushalten; 1.651 der Einwohner waren männlich und 1.666 weiblich. Bezüglich der Religionszugehörigkeit waren 3.283 katholisch und 4 evangelisch.
1885 betrug die Gesamtfläche der zur Bürgermeisterei gehörigen Gemeinden 8.441 Hektar, davon waren 2,699 Hektar Ackerland, 653 Hektar Wiesen und 2.825 Hektar Wald.